# Lichaamstemperatuur
De lichaamstemperatuur is de temperatuur die binnen in het lichaam van een dier heerst. Een organisme functioneert het beste binnen een bepaald temperatuursbereik. Daarbuiten dreigt functieverlies, blijvende beschadiging en ten slotte de dood.

## Dieren
De normale lichaamstemperatuur varieert tussen diersoorten. Bijna alle diersoorten (ongewervelden, vissen en amfibieën) hebben nagenoeg dezelfde lichaamstemperatuur als hun omgeving. Zij zijn poikilotherm evenals de reptielen, die echter wel hun lichaamstemperatuur kunnen beïnvloeden door warme of koele plekken op te zoeken. De meeste zoogdieren en vogels zijn homoiotherm: hun lichaamstemperatuur ligt normaal gesproken boven die van de omgevingstemperatuur, wordt gereguleerd door fysiologische mechanismen. Er zijn dus warmbloedige dieren, die zijn in staat zelf hun temperatuur in stand te houden, en koudbloedige, die daarvoor afhankelijk zijn van de omgeving. Een constante lichaamstemperatuur draagt bij aan de homeostase, het streven naar een constant inwendig milieu.
Honden (38-39 °C), katten (38,5-39 °C) en vogels (huismus: 41 °C) hebben over het algemeen een hogere normale temperatuur dan mensen. Luiaards (32 °C) hebben juist een veel lagere normale lichaamstemperatuur. 

## De mens
De mens heeft een gemiddelde lichaamstemperatuur die ligt tussen 35,5 °C en 37,8 °C. Er bestaat een zekere dagelijkse variatie; 's nachts om circa 3 uur is de temperatuur het laagst, 's avonds om circa 18 uur het hoogst; daarnaast kan bij grote lichamelijke inspanning de temperatuur tot boven de 38,5 °C oplopen zonder dat dit abnormaal wordt genoemd. Bij geslachtsrijpe vrouwen schommelt de lichaamstemperatuur gedurende hun menstruatiecyclus. In de twee weken na de menstruatie is de lichaamstemperatuur lager dan in de twee weken volgend op de eisprong.

## Afwijkende waarden
- Hyperthermie: oververhitting
- Hypothermie: onderkoeling

## Lichaamskoeling
Een methode om de lichaamstemperatuur te beheersen is transpiratie, met name via de huid. Sommige dieren wapperen met beweegbare lichaamsdelen, bijvoorbeeld olifanten met hun grote oren. Ook door hijgen kunnen dieren lichaamswarmte kwijt, zoals bij de hond. Lichaamsdelen zoals de pluimstaart bieden preventieve beschutting tegen de zon. Een fennek gebruikt zijn grote oren om warmte af te geven. Uitzonderlijk wordt overmatige warmte afgevoerd via rectale openingen zoals de cloaca.